# Dolores Claiborne
Dolores Claiborne is een Amerikaanse dramafilm uit 1995, geregisseerd en geproduceerd door Taylor Hackford en Charles Mulvehill. De hoofdrollen worden vertolkt door Kathy Bates, Jennifer Jason Leigh, Judy Parfitt en Christopher Plummer. Het verhaal is gebaseerd op de gelijknamige roman van Stephen King.

## Verhaal
Dolores, een huishoudster, wordt ervan beschuldigd haar werkgeefster te hebben vermoord. 20 jaar eerder was haar man gestorven. Haar dochter Selena, een succesvolle journaliste, komt achter de feiten rond het mysterie van haar vaders 'ongelukkige' dood.

## Rolbezetting
| Acteur               | Personage                   |
| -------------------- | --------------------------- |
| Kathy Bates          | Dolores Claiborne           |
| Jennifer Jason Leigh | Selena St. George           |
| Judy Parfitt         | Vera Donovan                |
| Christopher Plummer  | Detective John Mackey       |
| David Strathairn     | Joe St. George              |
| Eric Bogosian        | Peter                       |
| John C. Reilly       | Politieagent Frank Stamshaw |
| Ellen Muth           | Jonge Selena                |
| Bob Gunton           | Mr. Pease                   |
| Roy Cooper           | Magistraat                  |
| Wayne Robson         | Sammy Marchant              |
| Ruth Marshall        | Secretaris                  |
| Weldon Allen         | Barman                      |
| Tom Gallant          | Searcher                    |
| Kelly Burnett        | Jack Donovan                |